# Baianópolis
Baianópolis är en kommun i Brasilien.   Den ligger i delstaten Bahia, i den östra delen av landet, 500 km nordost om huvudstaden Brasília. Antalet invånare är 13 863.
Omgivningarna runt Baianópolis är huvudsakligen savann. Runt Baianópolis är det mycket glesbefolkat, med 2 invånare per kvadratkilometer.